# Stilpon appendiculatus
Stilpon appendiculatus is een vliegensoort uit de familie van de Hybotidae. De wetenschappelijke naam van de soort is voor het eerst geldig gepubliceerd in 1936 door Frey.